# Fabio Crotta
Fabio Crotta (* 4. September 1979) ist ein Schweizer Springreiter aus dem Kanton Tessin. Er ist der Bruder der Springreiterin Clarissa Crotta. Fabio Crotta ist mit der Springreiterin Sabrina Crotta verheiratet.

## Karriere
Bis zu seinem 12. Lebensjahr spielte er Fussball. Nach einem Reitkurs mit 13 Jahren begann er mit dem Reitsport. Bei den Olympischen Spielen 2004 in Athen gehörte Crotta der Schweizer Mannschaft an, die im Team-Wettbewerb den fünften Rang belegte. 2005 gewann er bei der Europameisterschaft in San Patrignano die Silbermedaille mit der Mannschaft.
Bei den Schweizer Meisterschaften 2016 in Sitten kam er mit Tess de Jalesnes auf den dritten Rang. Ein Jahr zuvor gewann er in Humlikon mit Rubina den Final des Schweizer Cups.